# Imre Ámos
Imre Ámos, madžarski slikar judovskega porekla, * 1907, Nagykálló, † 1944, Turingija, Nemčija.
Ámos je sprva študiral na Tehniški univerzi, nato pa še na Umetnosti akademiji v Budimpešti.
Zaradi judovskega porekla je umrl v nemškem koncentracijskem taborišču.